# اچ‌ام‌اس ال۵۶
اچ‌ام‌اس ال۵۶ (به انگلیسی: HMS L56) یک زیردریایی بود که طول آن ۲۳۰ فوت ۶ اینچ (۷۰٫۲۶ متر) بود. این زیردریایی در سال ۱۹۱۹ ساخته شد.